# Vicar
Pour les articles homonymes, voir Rios.
Víctor José Arriagada Ríos, né le 16 avril 1934 à Santiago au Chili, mort le 3 janvier 2012, plus connu sous le nom de Vicar, est un dessinateur de bandes dessinées chilien, qui compte aujourd'hui parmi les plus connus des auteurs de BD dans l'univers de Disney[réf. nécessaire]. Il fait également partie des auteurs les plus prolifiques de l'univers des canards de Disney ; durant ses trente années de carrière, il a réalisé plus de 800 histoires. En Allemagne, les histoires de Vicar paraissent en priorité dans le Micky Maus Magazin, aux côtés de celles de William Van Horn. Le style de Vicar est considéré comme l'un des plus proches de celui du père incontesté des canards de Disney, Carl Barks[réf. nécessaire].

## Biographie
José Victor Arriagada Rios est né le 16 avril 1934 dans la capitale du Chili, Santiago. Dès son enfance, il ne peut échapper à l'ère des comics de Disney. L'affection particulière de Vicar pour Donald Duck est, d'après ce qu'il aime répéter, due au fait qu'il est âgé seulement de deux mois de plus que le canard, apparu pour la première fois dans Une petite poule avisée. À l'origine Vicar n'avait aucune intention d'être un artiste, toutefois il se comportait presque comme un professionnel.
Après avoir achevé sa scolarité, il se lance au début des années 1950 dans des études pour obtenir un diplôme d'ingénieur en électrotechnique à l'université technique de sa ville natale. Déjà vers la fin de ses études à l'université, il avait reçu des demandes de nature artistique, grâce auxquelles il avait gagné un peu d'argent. Néanmoins, il décide de s'engager dans la vie active en exerçant le métier qu'il a appris, celui de technicien en électronique.

### Reconversion dans la BD
En 1957, la vie de Vicar est bouleversée lorsqu'il gagne par hasard le premier prix d'une exposition de bande dessinée organisée par une association journalistique. Cela lui ouvre de nombreuses portes au Chili et lui permet d'abandonner son emploi du moment pour devenir dessinateur de bandes dessinées. Dans ses premières années, il produit des strips, particulièrement pour de grands journaux ou magazines tels que l'El Mercurio. Dans le Mercurio, sa plus fameuse création durant plusieurs années est l'anti-héros Huaso Ramón. Il travaille aussi pour la publication Barra Bases et des séries comme Locutín et y Camilo Hipólito. 
Il déménage ensuite en Espagne. Là, il travaille, à partir de 1960 pendant une quinzaine d'années, bien plus que comme simple dessinateur. Il réalise des dessins non pas uniquement pour des quotidiens mais aussi pour des magazines comme Playboy ou le Bardon Art-Studio, dans lequel il sera actif jusqu'en 1966.
Il dessine aussi des livres pour enfants, à la fois graphiquement et en tant qu'auteur. Dans l'animation, il participe au film El mago de los sueños (1966). Il travaille ensuite pour une société danoise, celle du couple Hansen (Hansen et Carla) qui vend le livre du personnage Petzi.

### Travail pour Disney
En 1971, Vicar est contacté par la société danoise détenant les licences pour la Scandinavie des bandes dessinées Disney, Gutenberghus rebaptisée depuis Egmont. L'éditeur demande par l'intermédiaire de son agent s'il se sent prêt à travailler sur une histoire liée à l'univers des canards de Disney. À Egmont, les productions de Vicar sont étudiées avec attention par ses collègues danois. À cette époque, l'éditeur souhaitait accroître le nombre d'artistes afin d'augmenter la production. Vicar accepta lui-même l'offre mais a voulu prendre en charge l'intégralité plutôt qu'une simple (amusante) aventure. 
Après quelque temps, il devient fasciné par les bandes dessinées et par son travail, au point que même après avoir quitté l'Espagne pour retourner dessiner dans sa ville natale de Santiago au milieu des années 1970, il continuera à être loyal à Disney. Au Chili, il ouvre son propre petit studio de bande dessinée Disney, le Vic-Art Studio, dans lequel il réalise, avec deux employés graphistes, des ébauches au crayon qui aboutissent à des histoires complètes, totalisant un grand nombre de pages par an. Le studio est situé près de sa maison. L'équipe travaille habituellement une dizaine d'heures par jour.
Vicar est connu pour son aptitude à écrire des histoires variées, touchant à tous les thèmes de l'univers des canards de Disney. Toutefois, comme tous les auteurs de bandes dessinées travaillant pour Egmont, il n'a pas la possibilité de choisir lui-même le scénario. Il peut néanmoins faire quelques changements en respectant certaines limites.
Malgré cette particularité chez Egmont, Vicar est devenu l'un des dessinateurs les plus prestigieux et les plus renommés, et en principe[pas clair] réussissant à mieux organiser les scripts.
À plus de 70 ans, Vicar déclarait qu'il ne s'imaginait pas encore partir à la retraite. Il est en cela semblable à certains artistes célèbres de Disney, comme Carl Barks et quelques autres, mais qui sont assez peu nombreux.
Vicar jette le regard suivant sur son travail de dessinateur de BD pendant de longues années :

« Bien sûr, parfois, je suis fatigué, mon travail ne me fait pas plaisir mais, heureusement, il représente un défi de tous les jours. N'oubliez pas que, le matin j'ai une feuille blanche devant moi. Et quand je quitte le travail le soir, c'est avec une feuille satisfaisante et emplie d'un monde fictif. »

— Victor Rios, D'une interview de Joachim Stahl, paru dans le Donald spéciales Heft 3, 2004

## Le style
Le style de Vicar ne contient pas d'arêtes ni d'angles inhabituels. Ses dessins s'appuient sur une grande expérience. Leur clarté est en général considérée comme positive. Le dessinateur légendaire de la BD américaine de Disney, Carl Barks, a répondu à la question « Quel dessinateur serait le plus proche de son style ? » en nommant Vicar comme étant celui qui serait le plus à même d'être l'élu car ses dessins sont souvent plus vivants que les siens. Le lien avec les histoires de Barks est indéniable mais c'est dû au fait que, encore plus que Don Rosa, Vicar s'est longtemps aligné sur Barks.
Vicar est souvent taxé d'être un « producteur de masse » d'histoires, car il a dessiné depuis le début des années soixante-dix jusqu'à aujourd'hui plus de 10 000 pages. La base INDUCKS dénombre plus de 1 260 histoires dont à quelques exceptions près toutes faites pour Egmont. Cela se traduit par 800 histoires produites pour Disney au Chili dans l'univers des canards de Disney. Il tient actuellement une part presque aussi importante dans les magazines de Donald Duck que Carl Barks dans les années 1940 et 1950.
Il est très subjectif en raison de sa forte présence actuelle, de juger si les histoires de Vicar sont bonnes ou mauvaises, en faveur ou à cause du fait qu'elles ne contiennent pas d'erreurs graphiques.